# 1-Aminopropan-2-ol
1-Aminopropan-2-ol ist eine organische Verbindung aus der Gruppe der Aminoalkohole. Es ist eine farblose Flüssigkeit mit schwach ammoniakartigem Geruch.

## Gewinnung und Darstellung
1-Aminopropan-2-ol kann durch Reaktion von Ammoniak mit Propylenoxid gewonnen werden.
{\displaystyle \mathrm {C_{3}H_{6}O+NH_{3}\longrightarrow C_{3}H_{9}NO} }
Das Reaktionsprodukt wird als 1:1-Gemisch der Enantiomeren (R)-1-Aminopropan-2-ol und (S)-1-Aminopropan-2-ol, also als Racemat erhalten.

## Eigenschaften
Die farblose Flüssigkeit mit ammoniakartigem Geruch färbt sich bei längerem Kontakt mit Luft oder Eisen braun. Die Dämpfe von 1-Aminopropan-2-ol sind schwerer (2,59 mal) als Luft.
1-Aminopropan-2-ol bildet bei erhöhter Temperatur entzündliche Dampf-Luft-Gemische. Die Verbindung hat einen Flammpunkt von 71 °C. Der Explosionsbereich liegt zwischen 1,9 Vol.‑% als untere Explosionsgrenze (UEG) und 10,4 Vol.‑% als obere Explosionsgrenze (OEG). Die Zündtemperatur beträgt 335 °C. Der Stoff fällt somit in die Temperaturklasse T2.

## Verwendung
1-Aminopropan-2-ol wird verwendet
- als Zwischenprodukt zur Herstellung von Farb- und Arzneistoffen, Pflanzenschutzmitteln sowie Estern, Amiden und Salzen höhermolekularer Fettsäuren, die als Waschmittel, Öl-in-Wasser-Emulgatoren (in Kosmetik) und dergleichen geeignet sind
- als Stabilisator für Textilwachse und Lösungsvermittler
- als Korrosionsinhibitor in Kühlschmierstoffen

## Sicherheitshinweise
Die Dämpfe von 1-Aminopropan-2-ol können bei erhöhten Temperaturen (Flammpunkt 71 °C) mit Luft explosionsfähige Gemische bilden.